# Че (фильм)
«Че» (англ. Che) — биографический художественный фильм Стивена Содерберга об Эрнесто Че Геваре 2008 года с Бенисио дель Торо в главной роли. Фильм представляет собой соединение двух различных фильмов Содерберга: «Аргентинец», рассказывающий о кубинской революции, с высадки Фиделя Кастро, Че Гевары и их сторонников на Кубе до свержения режима Батисты через два года, и Герилья — о деятельности Че Гевары после революции, начиная с поездки в штаб-квартиру ООН в Нью-Йорке в 1964 году до его гибели в Боливии в 1967 году.
Фильм был показан 21 апреля 2008 года на Каннском кинофестивале. Дель Торо за свою роль в фильме получил приз лучшего актёра.

## В главных ролях
- Бенисио дель Торо — Че Гевара
- Демиан Бичир — Фидель Кастро
- Родриго Санторо — Рауль Кастро
- Сантьяго Кабрера — Камило Сьенфуэгос
- Роберто Сантана — Хуан Альмейда
- Марис Альварес — Вильма Эспин
- Эльвира Мингуес — Селия Санчес
- Джулия Ормонд — Лиза Ховард
- Карлос Бардем — Мойзес Гевара
- Франка Потенте — Таня (Тамара Бунке)
- Каталина Сандино Морено — Алейда Марч
- Жорди Молья — капитан Марио Варгас
- Унакс Угальде — Роберто «Эль Вакерито» Родригес
- Антонио де ла Торре — лейтенант Карлос Фернандес
- Юл Васкес — Алехандро Рамирес
- Хосе Каро — Эстебан

## Награды и номинации
«Гойя» 2009
- Победитель (2)
  - «Лучшая мужская роль» (Бенисио дель Торо)
  - «Лучшая работа художника-постановщика»
- Номинации (3)
  - «Лучший адаптированный сценарий»
  - «Лучший оригинальный саундтрек»
  - «Лучшее руководство производством»

«Каннский кинофестиваль» 2008
- Победитель (1)
  - «Серебряная премия за лучшую мужскую роль» (Бенисио дель Торо)
- Номинация (1)
  - «Золотая пальмовая ветвь»